# Adele Palmer
Pour les articles homonymes, voir Palmer et Adele (homonymie).
Adele Palmer (parfois créditée Adele), née le 21 octobre 1915 à Santa Ana (Californie), morte le 1er juillet 2008 à Santa Barbara (Californie), est une costumière de cinéma américaine.

## Biographie
De 1939 à 1959 (année où elle se retire), Adele Palmer collabore à plus de 400 films américains, essentiellement au sein de la Republic Pictures. Durant sa carrière, elle crée en particulier les costumes pour de nombreux westerns, entre autres genres. 
Sa filmographie comprend notamment des réalisations de Raoul Walsh (L'Escadron noir en 1940, avec John Wayne et Claire Trevor), d'Orson Welles (Macbeth en 1948, avec Orson Welles et Jeanette Nolan), de Frank Borzage (ex. : Le Fils du pendu en 1948, avec Gail Russell et Ethel Barrymore), de John Ford (ex. : Rio Grande en 1950, avec John Wayne et Maureen O'Hara), d'Allan Dwan (ex. : La Femme aux revolvers en 1952, avec Jane Russell et George Brent), de Joseph Kane (ex. : La Horde sauvage en 1956, avec Barbara Stanwyck et Barry Sullivan), ou encore de Martin Ritt (ex. : Les Feux de l'été en 1958, avec Paul Newman et Orson Welles).
En 1960, elle obtient son unique nomination à l'Oscar de la meilleure création de costumes, pour Rien n’est trop beau de Jean Negulesco (1959, avec Joan Crawford et Stephen Boyd).
Elle est la sœur du monteur Norman R. Palmer (1918-2013).

## Filmographie partielle
- 1939 : Man of Conquest de George Nichols Jr.
- 1940 : Les Déracinés (Three Faces West) de Bernard Vorhaus
- 1940 : Scatterbrain, une tête folle (Scatterbrain) de Gus Meins
- 1940 : L'Escadron noir (Dark Command) de Raoul Walsh
- 1941 : La Fille du péché (Lady from Louisiana) de Bernard Vorhaus
- 1941 : Sailors on Leave d'Albert S. Rogell
- 1942 : Sacramento (In Old California) de William C. McGann
- 1942 : Les Tigres volants (Flying Tigers) de David Miller
- 1942 : Le Secret de la madone (The Madonna's Secret) de Wilhelm Thiele
- 1943 : Hit Parade of 1943 d'Albert S. Rogell
- 1944 : Tempête sur Lisbonne (Storm Over Lisbon) de George Sherman
- 1944 : Alerte aux marines (The Fighting Seabees) d'Edward Ludwig
- 1944 : L'Esprit pervers (Strangers in the Night) de Anthony Mann
- 1945 : La Belle de San Francisco (Flame of Barbary Coast) de Joseph Kane
- 1945 : La Femme du pionnier (Dakota) de Joseph Kane

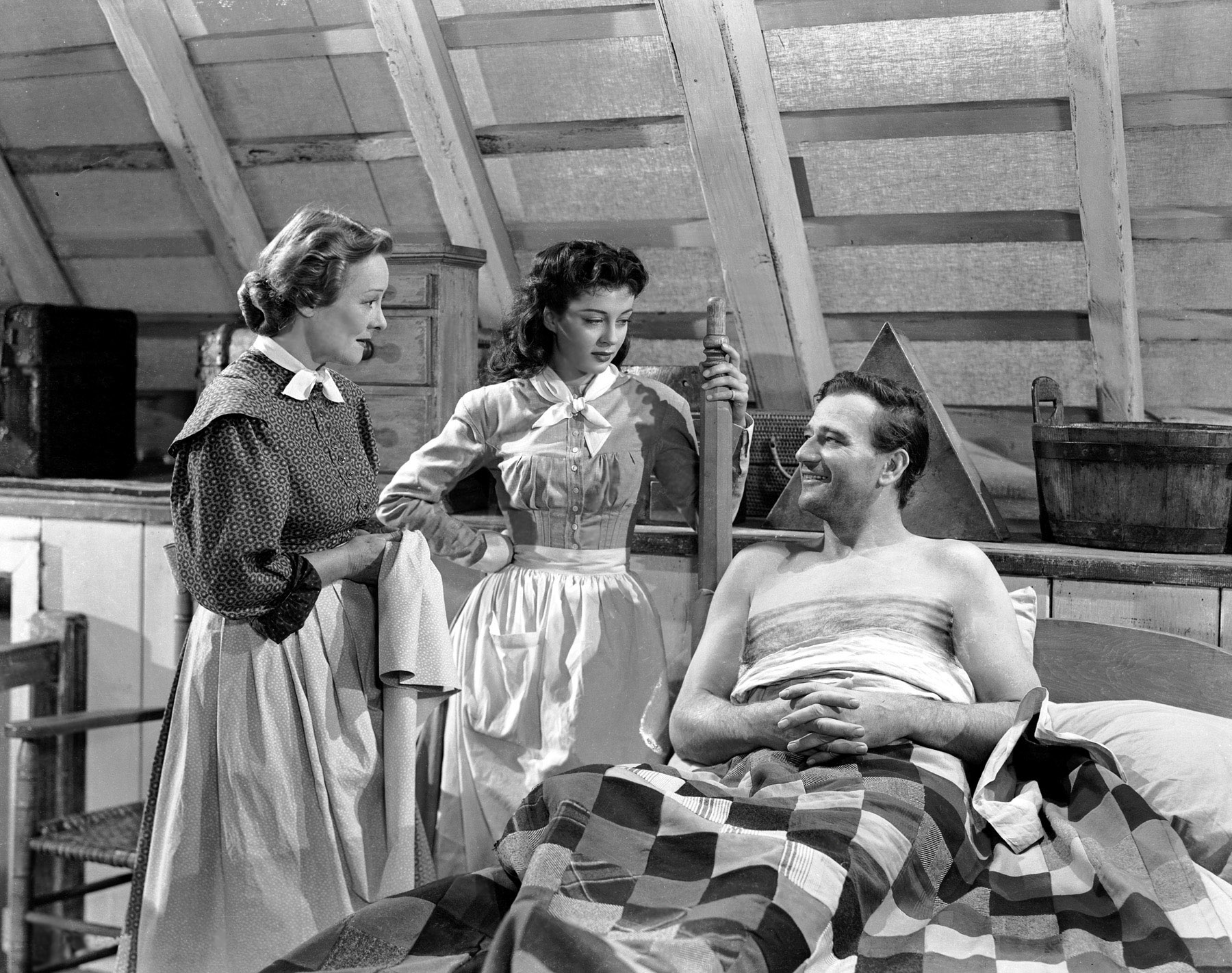
De g. à d. : Irene Rich, Gail Russell et John Wayne, dans L'Ange et le Mauvais Garçon (1947)

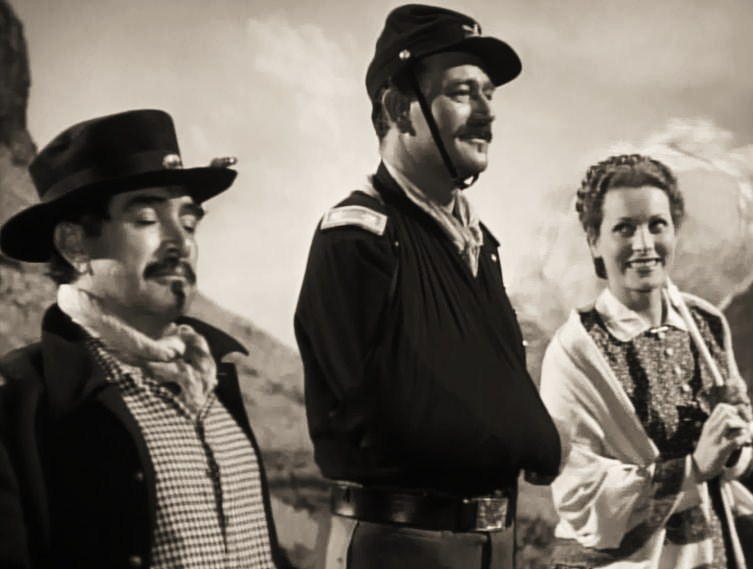
De g. à d. : J. Carrol Naish, John Wayne et Maureen O'Hara, dans Rio Grande (1950)

- 1946 : Meurtre au music-hall (Murder in the Music Hall) de John English
- 1946 : Une fille perdue (That Brennan Girl) d'Alfred Santell
- 1947 : Le Bébé de mon mari (That's My Man) de Frank Borzage
- 1947 : Poste avancé (Northwest Outpost) d'Allan Dwan
- 1947 : L'Homme que j'ai choisi (The Flame) de John H. Auer
- 1947 : L'Ange et le Mauvais Garçon (Angel and the Badman) de James Edward Grant
- 1947 : Musique aux étoiles (Calendar Girl) d'Allan Dwan
- 1947 : Jenny et son chien (Driftwood) d'Allan Dwan
- 1948 : Le Fils du pendu (Moonrise) de Frank Borzage
- 1948 : La Naufragée (I, Jane Doe) de John H. Auer
- 1948 : Le Réveil de la sorcière rouge (Wake of the Red Witch) d'Edward Ludwig
- 1948 : Les Pillards (The Plunderess) de Joseph Kane
- 1948 : Ange en exil (Angel in Exile) d'Allan Dwan
- 1948 : Macbeth d'Orson Welles
- 1949 : La Tigresse (Too Late for Tears) de Byron Haskin
- 1949 : Iwo Jima (Sands of Iwo Jima) d'Allan Dwan
- 1949 : Le Cavalier fantôme (Brimstone) de Joseph Kane
- 1949 : Le Bagarreur du Kentucky (The Fighting Kentuckian) de George Waggner
- 1949 : Le Poney rouge (The Red Poney) de Lewis Milestone
- 1950 : Mississippi-Express (Rock Island Trail) de Joseph Kane
- 1950 : Rio Grande de John Ford
- 1950 : La Ruée vers la Californie (California Passage) de Joseph Kane
- 1950 : House by the River de Fritz Lang
- 1951 : Le Frelon des mers (The Sea Hornet) de Joseph Kane
- 1951 : La Belle du Montana (Belle Le Grand) d'Allan Dwan
- 1951 : La Revanche des sioux (Oh ! Susanna) de Joseph Kane
- 1951 : La Dame et le Toréador (Bullfighter and the Lady) de Budd Boetticher
- 1951 : Alerte aux garde-côtes (Fighting Coast Guard) de Joseph Kane
- 1951 : Tonnerre sur le Pacifique (The Wild Blue Yonder) d'Allan Dwan
- 1952 : Les Diables de l'Oklahoma (Thunderbirds) de John H. Auer
- 1952 : Capturez cet homme ! (Ride the Man Down) de Joseph Kane
- 1952 : La Femme aux revolvers (Montana Belle) d'Allan Dwan
- 1952 : Au royaume des crapules (Hoodlum Empire) de Joseph Kane
- 1952 : L'Homme tranquille (The Quiet Man) de John Ford
- 1952 : Le Shérif de Tombstone (Toughest Man in Arizona) de R. G. Springsteen
- 1953 : Les Rebelles de San Antone (en) (San Antone) de Joseph Kane
- 1953 : Madame voulait un manteau de vison (The Lady wants a Mink) de William A. Seiter
- 1953 : La Femme qui faillit être lynchée (Woman they almost lynched) d'Allan Dwan
- 1953 : Toutes voiles sur Java (Fair Wind to Java) de Joseph Kane
- 1953 : Cargo de femmes (A Perilous Journey) de R. G. Springsteen
- 1953 : Traqué dans Chicago (City that never sleeps) de John H. Auer
- 1953 : Le soleil brille pour tout le monde (The Sun Shines Bright) de John Ford
- 1953 : Héros sans gloire (Flight Nurse) d'Allan Dwan
- 1953 : La Mer des bateaux perdus (Sea of Lost Ships) de Joseph Kane
- 1954 : La Grande Caravane (Jubilee Trail) de Joseph Kane
- 1954 : Les Bas-fonds d'Hawaï (Hell's Half Acre) de John H. Auer
- 1954 : Ultime sursis (Make Haste to Live) de William A. Seiter
- 1954 : Le Carrefour de l'enfer (Hell's Outpost) de Joseph Kane
- 1954 : Terreur à Shanghaï (The Shanghai Story) de Frank Lloyd
- 1954 : Les Proscrits du Colorado (The Outcast) de William Witney
- 1955 : Pavillon de combat (The Eternal Sea) de John H. Auer
- 1955 : La Loi du plus fort (Timberjack) de Joseph Kane
- 1955 : Le Passage de Santa Fe (Santa Fe Passage) de William Witney
- 1955 : L'Homme traqué (A Man Alone) de Ray Milland
- 1955 : Colorado Saloon (The Road to Denver) de Joseph Kane
- 1955 : Quand le clairon sonnera (The Last Command) de Frank Lloyd
- 1955 : Courage indien (The Vanishing American) de Joseph Kane
- 1956 : L'Homme de Lisbonne (Lisbon) de Ray Milland
- 1956 : Celui qu'on n'attendait plus (Come Next Spring) de R. G. Springsteen
- 1956 : Acapulco (A Woman's Devotion) de Paul Henreid
- 1956 : L'Inconnu du ranch (Stranger at My Door) de William Witney
- 1956 : La Horde sauvage (The Maverick Queen) de Joseph Kane
- 1956 : Guet-apens chez les Sioux (Dakota Incident) de Lewis R. Foster
- 1956 : Cet homme est armé (en) (The Man is armed) de Franklin Adreon
- 1957 : Les Plaisirs de l'enfer (Payton Place) de Mark Robson
- 1958 : Les Feux de l'été (The Long, Hot Summer) de Martin Ritt
- 1958 : Le Temps de la peur (In Love and War) de Philip Dunne
- 1959 : Le Génie du mal (Compulsion) de Richard Fleischer
- 1959 : Rien n’est trop beau (The Best Everything) de Jean Negulesco
- 1959 : Le Bruit et la Fureur (The Sound and the Fury) de Martin Ritt
- 1959 : L'habit ne fait pas le moine (Say One for Me) de Frank Tashlin
- 1959 : La police fédérale enquête (The FBI Story) de Mervyn LeRoy
- 1959 : Hound-Dog Man de Don Siegel

## Nomination
- 1960 : Nomination à l'Oscar de la meilleure création de costumes pour Rien n’est trop beau.